# Kesao Takamizawa
Kesao Takamizawa (高見沢 今朝雄, Takamizawa Kesao), né en 1952, est un astronome japonais, découvreur de la comète périodique 98P/Takamizawa et découvreur ou co-découvreur des comètes non périodiques C/1987 B1 (Nishikawa-Takamizawa-Tago), C/1994 G1 (Takamizawa-Levy) et C/1994 J2 (Takamizawa). L'astéroïde (8720) Takamizawa est nommé en son honneur. Il a découvert de nombreux autres astéroïdes.

## Source de la traduction
- (en) Cet article est partiellement ou en totalité issu de l’article de Wikipédia en anglais intitulé « Kesao Takamizawa » (voir la liste des auteurs).